# Кинофестиваль в Авориазе 1976 года
 IV Международный фестиваль фантастического кино в Авориазе (кинофестиваль) (Le 4-me edition du Festival international du film fantastique d'Avoriaz)  проходил во французских Альпах (Франция) в январе 1976 года. 

## Жюри
- Микеланджело Антониони (Michelangelo Antonioni) — президент
- Сергей Бондарчук
- Патрис Шеро (Patrice Chereau)
- Аньес Варда (Agnes Varda)
- Эжен Ионеско (Eugene Ionesco)
- Жак Тати (Jacques Tati)
- Лесли Карон (Leslie Caron)
- Питер Флайшман (Peter Fleischmann)
- Марсел Джуллиан (Marcel Jullian)
- Феликс Лабисс (Felix Labisse)
- Робер Сабатье (Robert Sabatier)
- Джин Сиберг (Jean Seberg)
- Яннис Ксенакис (Iannis Xenakis)

## Лауреаты
- Гран-при: не присуждался

- Спец. приз жюри:

- - «Последняя программа» (Final Programme, The), Великобритания, 1973, режиссёр Роберт Фуэст

- - «Королевский блеск» (Royal Flash), Великобритания, 1975, режиссёр Ричард Лестер

- Приз критики:  Разрежь меня на части! (Texas Chain Saw Massacre, The), США, 1974, режиссёр Тоуб Хупер